# Palác kongresů (Tirana)
Palác kongresů (albánsky Pallati i Kongreseve) se nachází v albánské metropoli Tiraně, jižně od centra města, na adrese Dëshmorët e Kombit 11., v blízkosti budovy Tiranské univerzity a bývalého Stadionu Qemala Stafy. 
Palác byl vybudován v závěru 70. let 20. století pro potřeby sjezdů albánské strany práce (komunistické strany) a akcí dalších společenských organizací své doby. Jeho architektem byl prominentní tvůrce z dob albánského režimu, příbuzný Envera Hodži, Klement Kolaneci. Stavební práce na budově byly zahájeny v roce 1982 a dokončen byl roku 1986, rok po smrti Envera Hodži. Architektonická podoba stavby, především jejího průčelí, odkazuje na tradiční albánskou architekturu domů z Beratu a Gjirokastëru. Kromě prosklené fasády s nápadným vysunutým patrem jsou některé části fasády budovy obloženy dekorativním kamenem.
V současné době je stavba využívána jako víceúčelové konferenční centrum, kde se konají mimo jiné i festivaly, výstavy, oslavy, koncerty a další. Jeho hlavní sál má kapacitu 2100 osob. Kromě něj se v budově nacházejí tři menší sály s kapacitou 150, 280 a 300 lidí. Ty v současné době slouží pro různá setkávání a konference. Areál je zakryt kopulí s průměrem 54 metrů. Budova prošla po roce 2010 kompletní rekonstrukcí.
Mezi akce, které se v současné době v Palcái kongresů pořádají, patří Festivali i Këngës (festival umění, od roku 1999) nebo Kënga Magjike, případně Tiranský knižní veletrh. 